# Altamira (República Dominicana)
Altamira es un municipio de la República Dominicana situado en la provincia de Puerto Plata. Según el censo de 2022, tiene una población de 17 676 habitantes.

## Geografía
Es el quinto municipio del país en superficie territorial. Tiene un relieve accidentado y cerca del 30% de su territorio está cubierto de bosques. Está ubicado dentro de la Cordillera Septentrional, a unos 400 metros sobre el nivel de mar.

## Límites
Municipios limítrofes:
|                  | Norte: Imbert y Puerto Plata                                        |                                                 |
| Oeste: Guananico | Rosa de los vientos                                                 | Este: Puerto Plata y Santiago de los Caballeros |
|                  | Sur: Esperanza, Bisonó, Villa González y Santiago de los Caballeros |                                                 |

## Distritos municipales
Está formado por los distritos municipales de:
| Nombre     | Código   |
| ---------- | -------- |
| Altamira   | 01180201 |
| Río Grande | 01180202 |

## Historia
Altamira se fue configurando como comunidad a partir de la llegada de poblaciones adyacentes que se trasladaban a la zona a formar conucos. El principal producto que sembraban era el tabaco.
En la época de las devastaciones de Osorio fue paso comunicativo entre el Valle del Cibao y Puerto Plata. Asimismo sirvió de refugio y escondite a los colonos que se negaban a abandonar su población durante las devastaciones.
Hacia 1843, durante el gobierno de Charles Heráld, fue designado como puesto "Cantonal del Ejército Haitiano", el cual desapareció con la independencia de la República Dominicana.
En el período de la Anexión, Altamira pasó a formar parte de la provincia de Santiago, tras ser puesta en vigor la Ley n° 40 de 1845.
En los tiempos de la Restauración los bohíos dispersos se hicieron más numerosos y se agruparon en forma de una villa que comprendía entre 60 o 75 familias, las cuales vivían del cultivo de productos agrícolas de ciclo corto y de la ganadería cimarrona.
Mientras transcurría la Guerra Restauradora las actividades comerciales se vieron mermadas, aunque en poco tiempo la zona volvió a florecer. Para estos tiempos Altamira contaba con una sola calle, que se llamaba "La Calle del Comercio", donde estaban los principales negocios de ropa, zapato, comestible, enseres del hogar, etc.
La localidad fue elevada a la categoría de municipio por disposición del presidente de la República Dominicana Ulises Heureaux el 29 de octubre de 1889, mediante el Decreto n° 9793. Su primer sindico fue el señor Manuel de Jesús Peña durante los años 1889-1890. Como consecuencia de que eran cargos honoríficos y nombrados por el Poder Ejecutivo, desde 1889 al 1900 fueron nombrados once síndicos.
La comunicación entre Puerto Plata y Santiago se hacía por medio de una vía férrea que se inauguró en 1897, y su principal estación de ferrocarril estaba ubicada en el sector "La Piedra" de la comunidad.